# Lestodiplosis variegata
Lestodiplosis variegata är en tvåvingeart som först beskrevs av Macquart 1826.  Lestodiplosis variegata ingår i släktet Lestodiplosis och familjen gallmyggor. Inga underarter finns listade i Catalogue of Life.